# 薩爾弗斯普林斯 (密蘇里州)
薩爾弗斯普林斯（英語：Sulphur Springs）是位於美國密蘇里州傑佛遜縣的非建制地區。

## 歷史
薩爾弗斯普林斯的郵局於1837年設立，其後於1990年停運。

## 地理
薩爾弗斯普林斯所處的海拔為高於海平面121米（即397英呎），而該地所採用的時區為UTC-6，即北美中部時區（CST）。同時該地設有夏令時間，為UTC-6調快一小時，即UTC-5（CDT）。